# Резуха плоскостручковая
Резуха плоскостручковая (лат. Arabis planisiliqua) — вид однолетних или двулетних цветковых растений рода Резуха (Arabis) семейства Капустные (Brassicaceae). Часто в различных источниках вид встречается под прежним названием резуха Жерара, или резуха Жерарда (лат. Arabis gerardii), которое по современным представлением является синонимом. 

## Ботаническое описание[5][4]
Двулетнее травянистое растение высотой от 30 до 70(80) см.
Стебель опушенный в нижней части ветвистыми волосками, прямой, большей частью простой.
Прикорневые листья в розетке, продолговатые, мелкозубчатые, стеблевые — скученные, сидячие, до половины длины прижатые к стеблю, с острыми прижатыми ушками.
Чашелистики 2,5–3,5 мм длиной. Лепестки белые, до 6 мм длиной, также как и цветоножки при плодах.
Стручки (3,5)4–5 см длиной, около 0,7 мм шириной, мелкобугорчатые. Семена овальные.
Цветение в средней полосе России в июне — июле, плодоношение в июле — августе.

## Распространение и экология
Преимущественно европейский вид, захватывающий также Кавказ — Атлантический регион и Центральная Европа, северные Балканы. В России распространён в европейской части.
Как правило, растёт в лесах, среди кустарников, на выходах известняков.

## Классификация

### Таксономия[7]
Arabis planisiliqua Pers. ex Rchb., Reichenbach, L. Icon. Fl. Germ. Helv. 2: 13. (1837-1838).
Вид Резуха плоскостручковая относится к роду Резуха (Arabis) семейства Капустные (Brassicaceae) порядка Капустоцветные (Brassicales). Кладограмма в соответствии с Системой APG IV по состоянию на июнь 2023 года:
|  |                                      |  |                                   |                                   |                     |  | ещё 16 семейств | ещё 16 семейств |                         |  |  |  | еще 104 подтвержденных видов |
|  |                                      |  |                                   |                                   |                     |  | ещё 16 семейств | ещё 16 семейств |                         |  |  |  | еще 104 подтвержденных видов |
|  |                                      |  |                                   | порядок Капустоцветные            |                     |  |                 |                 | род Резуха              |  |  |  |                              |
|  |                                      |  |                                   | порядок Капустоцветные            |                     |  |                 |                 | род Резуха              |  |  |  |                              |
|  | отдел Цветковые, или Покрытосеменные |  |                                   |                                   | семейство Капустные |  |                 |                 | Резуха плоскостручковая |  |  |  |                              |
|  | отдел Цветковые, или Покрытосеменные |  |                                   |                                   | семейство Капустные |  |                 |                 |                         |  |  |  |                              |
|  |                                      |  | ещё 63 порядка цветковых растений | ещё 63 порядка цветковых растений |                     |  |                 | ещё 354 рода    | ещё 354 рода            |  |  |  |                              |
|  |                                      |  |                                   | ещё 63 порядка цветковых растений |                     |  |                 |                 | ещё 354 рода            |  |  |  |                              |

### Синонимы
Изначально вид был описан в 1806 году Персоном в Synopsis Plantarum как Turritis planisiliqua Pers., вид рода Вяжечка (Turritis). В 1837 году Райнбах перенёс вид в род Резуха (Arabis).  
В 1835 Вильгельм Даниель Йозеф Кох в Synopsis Florae Germanicae et Helveticae описал вид как Arabis gerardii Besser — резуха Жерара, в честь французского ботаника XVIII века Луи Жерара (1733—1819). По современным представлением, название является синонимом.  
Согласно базе данных GBIF в синонимику вида Arabis planisiliqua  Pers. ex Rchb. входят следующие названия:
- = Arabis alpina Lucé
- = Arabis contracta subsp. gerardi (Besser) Čelak.
- = Arabis gerardi (Besser) W.D.J.Koch
- = Arabis gerardii (Besser) Besser
- = Arabis hirsuta subsp. gerardi (Besser) C.Hartm.
- = Arabis hirsuta subsp. planisiliqua (Pers.) Thell.
- = Arabis hirsuta var. crassior Wahlenb.
- = Arabis hirsuta var. gerardi (Besser) Burnat
- = Arabis hirsuta var. kochii (Jord.) Rouy & Foucaud
- = Arabis hirsuta var. permixta (Jord.) Rouy & Foucaud
- = Arabis hirsuta var. pubigera (Jord.) Rouy & Foucaud
- = Arabis hirsuta var. rigidula (Jord.) Rouy & Foucaud
- = Arabis hirsuta var. virescens (Jord.) Rouy & Foucaud
- = Arabis kochii Jord.
- = Arabis lusitanica Boiss.
- = Arabis nemoralis C.A.Mey.
- = Arabis nemorensis (H.Wolff ex Hoffm.) Rchb.
- = Arabis nemorensis (J.F.Wolff ex Hoffm.) W.D.J.Koch
- = Arabis nemorensis subsp. nemorensis
- = Arabis nemorensis subsp. planisiliqua (Pers.) Soják
- = Arabis permixtaJord.
- = Arabis planisiliqua subsp. nemorensis (J.F.Wolff ex Hoffm.) Soják
- = Arabis planisiliqua subsp. planisiliqua
- = Arabis procera Jord.
- = Arabis pubigera Jord.
- = Arabis rigidula Jord.
- = Arabis rubricaulis Jord.
- = Arabis sagittata subsp. barcinonensis Sennen
- = Arabis sagittata subsp. lusitanica (Boiss.) Soják
- = Arabis sagittata subsp. planisiliqua (Pers.) Mateo & Figuerola
- = Arabis sagittata var. lusitanica (Boiss.) Samp.
- = Arabis virescens Jord.
- = Crucifera gerardii E.H.L.Krause
- = Erysimum lusitanicum (Boiss.) Kuntze
- = Turrita vagans Bubani
- = Turritis gerardi Besser
- ≡ Turritis nemorensis J.F.Wolff
- = Turritis nemorensis J.F.Wolff ex Hoffm.
- ≡ Turritis planisiliqua Pers.basionym
- = Turritis procera Fourr.
- = Turritis pubigera (Jord.) Fourr.
- = Turritis rigidula Fourr.